# Ducato di Sassonia-Weissenfels

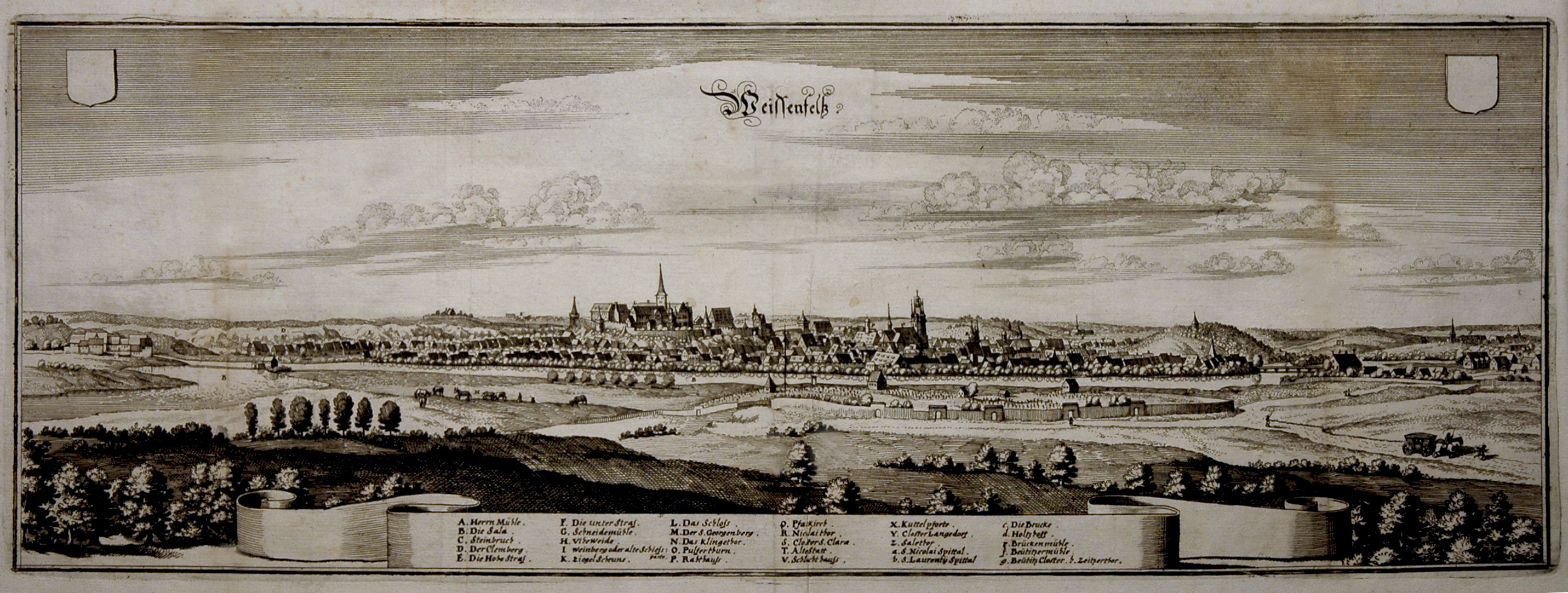
Matthäus Merian, Veduta di Weißenfels

Sassonia-Weissenfels (in lingua tedesca Sachsen-Weißenfels) è stato un ducato del Sacro Romano Impero dal 1656/57 al 1746.
La capitale era Weißenfels. Era governata da un ramo cadetto della Casata di Wettin. Giovanni Giorgio I di Sassonia aveva lasciato ai tre figli cadetti una parte dei territori, da cui le tre linee di Sassonia-Weissenfels, Sassonia-Merseburg e Sassonia-Zeitz. Il Ducato di Sassonia-Weissenfels ritornò all'Elettorato di Sassonia nel 1746 per estinzione della linea albertina.

## Duchi di Sassonia-Weissenfels (1656/57-1746)
- Augusto (1656/57-1680)
- Giovanni Adolfo I (1680-1697)
- Giovanni Giorgio (1697-1712)
- Cristiano (1712-1736)
- Giovanni Adolfo II (1736-1746)

| Controllo di autorità | GND (DE) 4436109-9 |